# Lijst van county's in Indiana
De Amerikaanse staat Indiana is onderverdeeld in 92 county's:

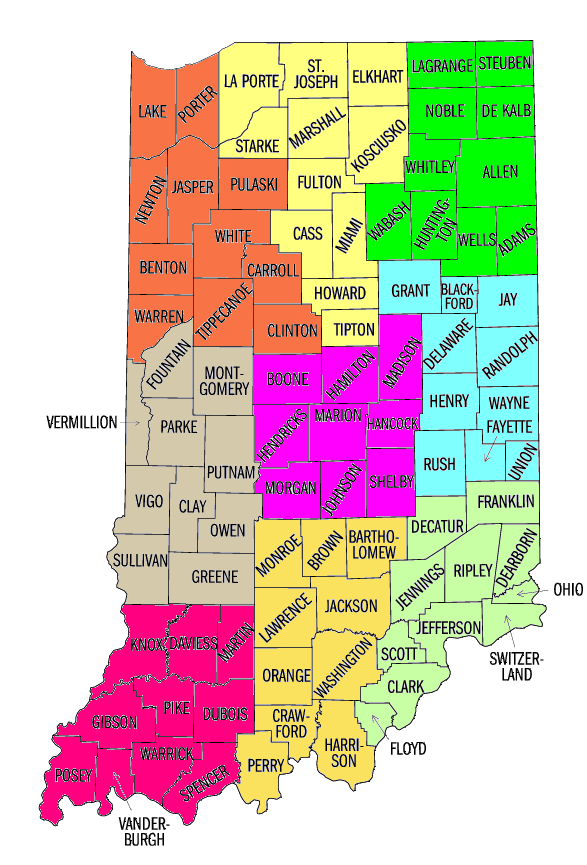
County's van Indiana

| County      | Inwoners 1 juli 2007 | Hoofdplaats    | Inwoners 1 juli 2007 |
| ----------- | -------------------- | -------------- | -------------------- |
| Adams       | 33.644               | Decatur        | 9492                 |
| Allen       | 349.488              | Fort Wayne     | 251.247              |
| Bartholomew | 74.750               | Columbus       | 39.817               |
| Benton      | 8810                 | Fowler         | 2211                 |
| Blackford   | 13.189               | Hartford City  | 6347                 |
| Boone       | 54.137               | Lebanon        | 15.259               |
| Brown       | 14.670               | Nashville      | 774                  |
| Carroll     | 19.987               | Delphi         | 2889                 |
| Cass        | 39.193               | Logansport     | 18.743               |
| Clark       | 105.035              | Jeffersonville | 29.627               |
| Clay        | 26.648               | Brazil         | 8194                 |
| Clinton     | 33.795               | Frankfort      | 16.314               |
| Crawford    | 10.782               | English        | 669                  |
| Daviess     | 30.035               | Washington     | 11.367               |
| Dearborn    | 49.759               | Lawrenceburg   | 4840                 |
| Decatur     | 24.959               | Greensburg     | 10.598               |
| DeKalb      | 41.796               | Auburn         | 12.837               |
| Delaware    | 115.419              | Muncie         | 65.410               |
| Dubois      | 41.225               | Jasper         | 13.936               |
| Elkhart     | 197.942              | Goshen         | 31.893               |
| Fayette     | 24.273               | Connersville   | 13.955               |
| Floyd       | 73.064               | New Albany     | 37.033               |
| Fountain    | 17.143               | Covington      | 2442                 |
| Franklin    | 23.234               | Brookville     | 2921                 |
| Fulton      | 20.308               | Rochester      | 6447                 |
| Gibson      | 32.754               | Princeton      | 8470                 |
| Grant       | 68.847               | Marion         | 30.363               |
| Greene      | 32.692               | Bloomfield     | 2486                 |
| Hamilton    | 261.661              | Noblesville    | 41.561               |
| Hancock     | 66.305               | Greenfield     | 18.401               |
| Harrison    | 36.810               | Corydon        | 2751                 |
| Hendricks   | 134.558              | Danville       | 8025                 |
| Henry       | 47.181               | New Castle     | 18.347               |
| Howard      | 83.776               | Kokomo         | 45.902               |
| Huntington  | 37.743               | Huntington     | 16.633               |
| Jackson     | 42.184               | Brownstown     | 2999                 |
| Jasper      | 32.275               | Rensselaer     | 6248                 |
| Jay         | 21.514               | Portland       | 6190                 |
| Jefferson   | 32.704               | Madison        | 12.579               |
| Jennings    | 28.106               | Vernon         | 318                  |
| Johnson     | 135.951              | Franklin       | 22.672               |
| Knox        | 37.949               | Vincennes      | 17.950               |
| Kosciusko   | 76.115               | Warsaw         | 13.396               |
| LaGrange    | 37.032               | Lagrange       | 2935                 |
| Lake        | 492.104              | Crown Point    | 23.909               |
| LaPorte     | 109.787              | LaPorte        | 21.093               |
| Lawrence    | 46.033               | Bedford        | 13.489               |
| Madison     | 131.312              | Anderson       | 57.311               |
| Marion      | 876.804              | Indianapolis   | 795.458              |
| Marshall    | 46.698               | Plymouth       | 10.985               |
| Martin      | 10.058               | Shoals         | 791                  |
| Miami       | 36.641               | Peru           | 12.484               |
| Monroe      | 128.643              | Bloomington    | 72.254               |
| Montgomery  | 37.881               | Crawfordsville | 15.066               |
| Morgan      | 69.874               | Martinsville   | 11.714               |
| Newton      | 14.014               | Kentland       | 1679                 |
| Noble       | 47.526               | Albion         | 2323                 |
| Ohio        | 5772                 | Rising Sun     | 2348                 |
| Orange      | 19.607               | Paoli          | 3896                 |
| Owen        | 22.398               | Spencer        | 2481                 |
| Parke       | 17.169               | Rockville      | 2621                 |
| Perry       | 18.916               | Tell City      | 7552                 |
| Pike        | 12.605               | Petersburg     | 2457                 |
| Porter      | 160.578              | Valparaiso     | 29.951               |
| Posey       | 26.262               | Mount Vernon   | 7047                 |
| Pulaski     | 13.778               | Winamac        | 2501                 |
| Putnam      | 37.014               | Greencastle    | 10.014               |
| Randolph    | 25.859               | Winchester     | 4616                 |
| Ripley      | 27.350               | Versailles     | 1711                 |
| Rush        | 17.494               | Rushville      | 6146                 |
| St. Joseph  | 266.088              | South Bend     | 104.069              |
| Scott       | 23.679               | Scottsburg     | 5952                 |
| Shelby      | 44.063               | Shelbyville    | 18.414               |
| Spencer     | 44.063               | Rockport       | 2068                 |
| Starke      | 23.542               | Knox           | 3795                 |
| Steuben     | 33.450               | Angola         | 7903                 |
| Sullivan    | 21.366               | Sullivan       | 4480                 |
| Switzerland | 9684                 | Vevay          | 1622                 |
| Tippecanoe  | 163.364              | Lafayette      | 63.679               |
| Tipton      | 16.069               | Tipton         | 5063                 |
| Union       | 7203                 | Liberty        | 1928                 |
| Vanderburgh | 174.425              | Evansville     | 116.253              |
| Vermillion  | 16.417               | Newport        | 549                  |
| Vigo        | 104.915              | Terre Haute    | 58.932               |
| Wabash      | 32.918               | Wabash         | 10.868               |
| Warren      | 8482                 | Williamsport   | 1842                 |
| Warrick     | 57.090               | Boonville      | 6726                 |
| Washington  | 27.920               | Salem          | 6499                 |
| Wayne       | 68.260               | Richmond       | 36.993               |
| Wells       | 27.927               | Bluffton       | 9359                 |
| White       | 23.819               | Monticello     | 5294                 |
| Whitley     | 32.655               | Columbia City  | 8202                 |

Alabama · Alaska · Arizona · Arkansas · Californië · Colorado · Connecticut · Delaware · Florida · Georgia · Hawaï · Idaho · Illinois · Indiana · Iowa · Kansas · Kentucky · Louisiana · Maine · Maryland · Massachusetts · Michigan · Minnesota · Mississippi · Missouri · Montana · Nebraska · Nevada · New Hampshire · New Jersey · New Mexico · New York · North Carolina · North Dakota · Ohio · Oklahoma · Oregon · Pennsylvania · Rhode Island · South Carolina · South Dakota · Tennessee · Texas · Utah · Vermont · Virginia · Washington · West Virginia · Wisconsin · Wyoming